# Theresia Heimerl
Theresia Heimerl (* 1971) ist eine österreichische römisch-katholische Theologin.

## Leben
Heimerl studierte Deutsche und Klassische Philologie sowie katholische Theologie an der Universität Würzburg und an der Universität Graz, wobei sie in beiden Fächern promovierte.
Sie ist Hochschullehrerin für Katholische Theologie und Religionswissenschaften an der Universität Graz. 2003 habilitierte sie sich im Fach Religionswissenschaft. Ihre Forschungsschwerpunkte sind die Religion in Film und Literatur, die europäische Religionsgeschichte und das Spannungsfeld Körper, Geschlecht und Religion.
Darüber hinaus ist sie mit Vorträgen zu ihrem akademischen Fachgebiet an der Urania Steiermark in der Erwachsenenbildung aktiv.

## Werke (Auswahl)
- Waz mac ich, ob ieman daz niht enverstât?, Kümmerle, Göppingen 1996
- Frauenmystik – Männermystik?, Lit, Münster 2002
- Das Wort gewordene Fleisch, Lang, Frankfurt am Main 2003
- Macht Religion Kultur, Tyrolia, Innsbruck 2004
- Kultur und Erinnerung, Pustet, Regensburg 2005
- Dunkle Helden, Schüren, Marburg 2011
- Andere Wesen. Frauen in der Kirche, Styria, Wien 2015, ISBN 978-3-222-13512-5